# Pericallia plutonica
Pericallia plutonica là một loài bướm đêm thuộc phân họ Arctiinae, họ Erebidae.